# Liste des cathédrales du Roraima
Cet article recense les cathédrales du Roraima au Brésil.

## Généralités
Du point de vue de l'Église catholique, l'État de Roraima, le moins peuplé du Brésil, est administré par un unique diocèse. Au total, l'État ne compte qu'une seule cathédrale.

## Liste
| Édifice           | Ville     | Juridiction  | Coordonnées                        | Illus. |
| ----------------- | --------- | ------------ | ---------------------------------- | ------ |
| Christ-Rédempteur | Boa Vista | Roraima (pt) | 2° 49′ 11″ nord, 60° 40′ 25″ ouest |        |